# نووی کنین
نووی کنین (به چکی: Nový Knín) یک منطقهٔ مسکونی و شهرستان دارای شهرک سابقاً روستا در جمهوری چک است که در ناحیه پریبرام واقع شده‌است. نووی کنین ۱٬۷۷۹ نفر جمعیت دارد.